# Cirrospilus ovisugosus
Cirrospilus ovisugosus is een vliesvleugelig insect uit de familie Eulophidae. De wetenschappelijke naam is voor het eerst geldig gepubliceerd in 1915 door Crosby & Matheson.